# Limite di sostenibilità
Si intende per limite di sostenibilità degli enti previdenziali che gestiscono un sistema pensionistico senza copertura patrimoniale secondo il modello previdenziale corporativo, la valutazione del numero degli esercizi finanziari in cui l'ente riesce ad erogare le prestazioni previdenziali determinate secondo i metodi PAYG reperibili tra tutti gli statuti, regolamenti, leggi, applicati alle coorti di iscritti, considerando le entrate dovute ai contributi previdenziali calcolate secondo le aliquote contributive pensionistiche di finanziamento vigenti (contributo soggettivo e contributo integrativo), prima che si verifichi il default previdenziale dell'ente.
La sostenibilità viene valutata con lo strumento del bilancio tecnico attuariale che prevede l'assunzione di ipotesi per quanto riguarda lo sviluppo demografico ed economico, e sviluppa l'evoluzione dei bilanci in forma sintetica, secondo i metodi PAYG applicabili ad ogni coorte.
Si dice quindi ad esempio che un ente previdenziale è sostenibile a 30 anni in termini di saldo totale, quando l'ente riesce ad erogare le prestazioni previdenziali mantenendo il saldo totale, valutato con il bilancio tecnico attuariale, positivo per almeno 30 anni.
Oppure che un ente previdenziale è sostenibile a 50 anni in termini di saldo previdenziale, quando l'ente riesce ad erogare le prestazioni previdenziali mantenendo il saldo previdenziale, valutato con il bilancio tecnico attuariale, positivo per almeno 50 anni.
Per apprezzare il significato della sostenibilità di un ente previdenziale, non basta quindi dire che è sostenibile o meno ma individuare il parametro di riferimento, associato con la crescita del PIL prevista e la crescita demografica, considerando infine le modalità di calcolo delle prestazioni previdenziali es. metodo di calcolo contributivo a capitalizzazione simulata sulla crescita, metodo di calcolo retributivo, metodo di calcolo misto, nonché considerare il tasso di sostituzione previsto per le diverse coorti.

## Sostenibilità fiscale dei sistemi pensionistici obbligatori e limite di sostenibilità degli enti previdenziali
I concetti di sostenibilità fiscale dei sistemi pensionistici obbligatori e di limite di sostenibilità di un ente previdenziale, sono profondamente diversi anche se apparentemente coincidenti.
Nel primo caso, la valutazione della spesa pensionistica è fatta nell'ottica dell'economia complessiva dello Stato, mentre nel secondo caso, ente per ente.
La valutazione ente per ente, fa riferimento a singole gestioni economiche secondo il modello previdenziale corporativo, mentre la sostenibilità fiscale dei sistemi pensionistici obbligatori va vista nell'ottica macroeconomica.
Si possono avere singole gestioni assolutamente rispettose del limite di sostenibilità, inserite in uno Stato con profondi problemi economici o con un vero e proprio dissesto dei conti dello Stato e viceversa uno Stato con i conti in ordine e crescita e un ente previdenziale corporativo in dissesto.
Nel caso in cui uno Stato adotti un modello previdenziale universale i due concetti diventano coincidenti in quanto l'ente previdenziale unico coincide con lo Stato.

## La sostenibilità come valutazione attuariale degli enti previdenziali
Gli enti previdenziali che gestiscono i sistemi pensionistici senza copertura patrimoniale, che usano quindi per il calcolo delle prestazioni previdenziali dei metodi PAYG, eseguono delle simulazioni attraverso l'elaborazione dei bilanci tecnici attuariali che mostrano se nel medio-lungo periodo riescono ad erogare le prestazioni previdenziali previste dalla normativa vigente.
Per eseguire tali valutazioni è necessario fissare delle ipotesi di sviluppo economico e demografico della popolazione che sarà gestita dall'ente previdenziale.
Successivamente, con il bilancio tecnico attuariale si eseguono gli sviluppi delle popolazioni, individuando nel tempo la numerosità dei vari gruppi individuati in base alla normativa PAYG applicata dall'ente.
Calcolando infine l'evoluzione delle entrate e delle uscite nei vari esercizi finanziari, si valuta se l'ente, sulla base delle predette ipotesi, riesce ad erogare le prestazioni previdenziali previste dalla legge.
Nel caso di risposta positiva, si dice che l'ente ha la sostenibilità per un certo numero di anni, secondo le predette ipotesi.
Nel caso di risposta negativa, si dice che l'ente deve modificare le leggi che ne regolano il funzionamento, quindi si procede con una riforma previdenziale che può essere dal lato delle entrate con aumento dell'aliquota contributiva pensionistica di finanziamento, sia dal lato delle uscite con l'aumento dell'età per il pensionamento di vecchiaia o la riduzione dell'importo delle prestazioni previdenziali.

## La sostenibilità delle casse D.Lgs. 509/1994

### Normativa di riferimento
La legge prevede per le Casse di previdenza trasformate ai sensi della D.Lgs. 509/1994, il rispetto di diversi parametri:
1. Art. 1 c. 4 L. 509/1994[1] "c) previsione di una riserva legale, al fine di assicurare la continuità nell'erogazione delle prestazioni, in misura non inferiore a cinque annualità dell'importo delle pensioni in essere."
2. Art. 2 c. 2 L. 509/1994[2] "2.  La gestione economico-finanziaria deve assicurare l'equilibrio di bilancio mediante l'adozione di provvedimenti coerenti alle indicazioni risultanti dal bilancio tecnico  da redigersi con periodicità almeno triennale."
3. Art. 3 c. 12 L. 335/1995 Riforma Dini in vigore fino al 26/12/2006. Impone la stabilità per un arco temporale non inferiore a 15 anni valutato mediante bilancio tecnico attuariale in termini di saldo totale positivo.
4. Art. 1 c. 763 L. 296/2006 Legge Finanziaria 2006 in vigore dal 1/1/2007 (modifica all'art. 3 c. 12 L. 335/1995). Impone la stabilità per non arco temporale non inferiore a 30 anni valutato in termini di saldo totale positivo valutato mediante il bilancio tecnico.
5. Art. 24 c. 24 D.L. 201/2011 detto "Salva Italia" (in vigore dal 15 agosto 2012)[3] "24. In considerazione dell'esigenza di assicurare l'equilibrio finanziario delle rispettive gestioni in conformità   alle disposizioni di cui al decreto legislativo 30 giugno 1994, n. 509,  e al decreto legislativo 10 febbraio 1996, n. 103, gli enti e le forme gestorie di cui ai predetti decreti adottano,  nell'esercizio della loro autonomia gestionale, entro il 30 settembre 2012, misure volte ad assicurare l'equilibrio tra entrate contributive e spesa per prestazioni pensionistiche secondo bilanci tecnici riferiti ad un arco temporale di cinquanta anni. Le delibere in materia sono sottoposte all'approvazione dei Ministeri vigilanti secondo le disposizioni di cui ai predetti decreti; essi si esprimono in modo definitivo entro trenta giorni dalla ricezione di tali delibere. Decorso il termine del 30 settembre 2012 senza l'adozione dei previsti provvedimenti, ovvero nel caso di parere negativo dei Ministeri vigilanti, si applicano, con decorrenza dal 1º gennaio 2012: a) le disposizioni di cui al comma 2 del presente articolo sull'applicazione del pro-rata agli iscritti alle relative gestioni; b) un contributo di solidarietà, per gli anni 2012 e 2013, a carico dei pensionati nella misura dell'1 per cento." Tale normativa significa che la stabilità finanziaria richiede il saldo previdenziale positivo a 50 anni (vedi glossario della voce bilancio tecnico attuariale).

Le casse di previdenza che sono indicate nell'elenco del D.Lgs. 509/1994, secondo la normativa iniziale dovevano valutare la sostenibilità della gestione finanziaria redigendo un bilancio tecnico attuariale ogni tre anni (v. art. 2 c. 2).
Con il Decreto interministeriale del 29 novembre 2007 - Ministero Lavoro e Previdenza Sociale, la verifica della sostenibilità veniva estesa a 30 anni, con le indicazioni indicate nello stesso decreto.
Con il Decreto "Salva Italia", art. 24 c. 24 della cosiddetta riforma delle pensioni Fornero il periodo su cui valutare la sostenibilità veniva esteso a 50 anni.

### Leggi
- Decreto-legge 2 dicembre 2011, n. 201, articolo 24, in materia di "Disposizioni urgenti per la crescita, l'equita' e il consolidamento dei conti pubblici."
- Ministero del lavoro e della previdenza sociale - Decreto 29 novembre 2007 (PDF)[collegamento interrotto].
- Ministero del lavoro e della previdenza sociale - Decreto 29 novembre 2007.
- Decreto legislativo 10 febbraio 1996, n. 103, in materia di "Attuazione della delega conferita dall'art. 2, comma 25, della legge 8 agosto 1995, n. 335, in materia di tutela previdenziale obbligatoria dei soggetti che svolgono attività autonoma di libera professione."
- Decreto legislativo 30 giugno 1994, n. 509, in materia di "Attuazione della delega conferita dall'art. 1, comma 32, della legge 24 dicembre 1993, n. 537, in materia di trasformazione in persone giuridiche private di enti gestori di forme obbligatorie di previdenza e assistenza."
- Costituzione della Repubblica Italiana

### News
- L’insostenibile leggerezza della sostenibilità previdenziale, in TheWalkingDebt. URL consultato il 20 agosto 2014.